# أمة السعيد
أمة السعيد هي السيدة أمة بنت سعيد من رائدات التعليم في العراق، ولدت في بغداد عام 1320هـ/1901م، وأكملت دراستها وتلقت علومها في مدارس بغداد، ولقد تولت مهنة التدريس في المدارس الثانوية للبنات، ثم ترقت حتى صارت مديرة لدار المعلمات الابتدائية في بغداد، وهي الدار المسؤولة عن تدريس وتدريب النساء على مهنة التعليم، ثم عينت في منصب مديرة للتعليم النسوي بوزارة المعارف والمعروفة حاليا بوزارة التربية العراقية.
ونتيجة لأهتمامها بتثقيف النساء وتدريبهم على مهنة التعليم فقد عينت في منصب عميدة كلية الملكة عالية في عهد المملكة العراقية، وكان لها اهتمام وعناية في مجال الأدب العربي وألفت بعض المنثورات والرسائل.

## وفاتها
توفيت أمة السعيد في بغداد عام 1376هـ/1956م، وشيعت بموكب مهيب حضره أعيان البلد ودفنت في مقبرة الخيزران، قرب مرقد الشيخ أبو بكر الشبلي.